# تشانغ منغكسو
تشانغ منغكسو ( ولد في 6 شباط 1991) هي متسابقة صينية في الرماية، متخصصة في 10 متر مسدس الهواء . فازت بالميدالية الذهبية في 10 متر مسدس الهواء في الألعاب الأوليمبية الصيفية عام 2016.

## وصلات خارجية
- تشانغ منغكسو على موقع الاتحاد الدولي (الإنجليزية)
- تشانغ منغكسو على موقع اللجنة الأولمبية الدولية (الإنجليزية)
- تشانغ منغكسو على موقع أوليمبيديا (الإنجليزية)
- تشانغ منغكسو على موقع اللجنة الأولمبية الصينية (الإنجليزية)